# Gatto Ciliegia contro il Grande Freddo
Gatto Ciliegia contro il Grande Freddo è un gruppo musicale italiano fondato a Torino da Fabio Perugia, Max Viale e Gianluca Della Torca nel 1999.
Il gruppo si è messo in evidenza come uno tra i primi rappresentanti di una via italiana al post rock, più atipici rispetto ad altri per la capacità di innescare un cortocircuito con la tradizione melodica italiana.

## Storia
Nato nel 1999, pubblica nel 2000 il primo album, eponimo (conosciuto poi come #1 e anche come disco giallo) pubblicato da Beware! (etichetta discografica indipendente curata da John Vignola), accolto dalla critica come una tra le più gradite sorprese italiane dell'anno, così come il seguente, #2 (conosciuto come disco blu), pubblicato sempre da Beware l'anno successivo, caratterizzato da atmosfere più malinconiche
Nel 2002 il gruppo approda all'etichetta fiorentina Santeria che pubblica It Is, un EP con 5 brani di cui tre cover di celebri strumentali. Lo stesso anno realizza la colonna sonora per il film Il segreto del successo di Massimo Martelli, ad oggi inedita, e lo spettacolo teatrale Tutto è fuori posto ideato dalla compagnia Servi di Scena sulle musiche del Gatto.
Nel 2004 esce L'irréparable, un album con risvolti più elettronici rispetto ai precedenti, caratterizzato da un originale metodo compositivo. In occasione dell'inaugurazione del Traffic Festival di Torino, sonorizza dal vivo il film muto Dans la Nuit di Charles Vanel (1930), restaurato e proiettato in anteprima assoluta presso il Museo Nazionale del Cinema.
Un brano di Gatto Ciliegia
viene scelto dal regista Marco Ponti per la colonna sonora del film A/R Andata + Ritorno.
Nel 2006 il gruppo aggiunge al proprio organico i due musicisti milanesi Christian Alati e Lucio Sagone, e approda ad una nuova etichetta discografica, la torinese Casasonica. In questo contesto realizza l'album Cuore con la cantante Robertina, una raccolta di canzoni degli anni sessanta rivisitate in chiave contemporanea.
Un nuovo cambio di etichetta nel 2008, l'indipendente "42 records" pubblica Disconoir un album realizzato come “concept” multimediale con la collaborazione dello scrittore Dario Voltolini e del pittore Mario Trucano. Tra gli ospiti il cantante Moltheni e i Velvet. Per la promozione dell'album il gruppo presenta sul proprio sito una serie di clip, per ogni brano dell'album si inscena l'omicidio di un collaboratore.
Ad anticipare l'uscita del disco un brano inedito viene scelto dal collettivo Wu Ming per “sonorizzare” un capitolo del libro Manituana.
Nel settembre 2009 esce il film Cosmonauta, opera prima della regista Susanna Nicchiarelli, una produzione Fandango/Rai Cinema in concorso e vincitore del premio controcampo italiano alla 66ª Mostra internazionale d'arte cinematografica di Venezia con la colonna sonora strumentale di Gatto Ciliegia. Il disco della colonna sonora a cura di Max Casacci (Subsonica- Casasonica) è prodotto e distribuito da RadioFandango e vede oltre ai brani strumentali di Gatto Ciliegia, brani di Robertina, Robertina e Gatto Ciliegia, Virginiana Miller, Sikitikis.
Tra il 2010 e il 2011 compongono le musiche originali per il film Bar Sport (edizioni EMI Music Publishing), ispirato al primo libro di Stefano Benni, per la regia di Massimo Martelli. Per le orchestrazioni della colonna sonora si affidano al maestro Stefano Maccagno.
Nel 2012 sono sul set di La scoperta dell'alba (Fandango), in veste di interpreti secondari di una rock band e di compositori della colonna sonora del film, diretto da Susanna Nicchiarelli. L'album della colonna sonora viene pubblicato nel 2013 da Radiofandango, oltre ai brani originali di Gatto Ciliegia contiene il brano La scoperta dell'alba dei Subsonica.
Nel 2014 alla 32ª edizione del Torino Film Festival ad aprire la nuova sezione Diritti e rovesci, è il documentario di Susanna Nicchiarelli Per tutta la vita, la cui colonna sonora originale è interamente composta dal gruppo e rappresenta insieme ad altri brani non apparsi nel film il nuovo album dal titolo Superotto, attualmente ancora inedito.
Nel settembre del 2015 presentano presso il Museo dell'astronomia e Planetario di Torino lo spettacolo Le stelle rispondono. Viaggio astrale per voce, musica e pianeti scritto insieme al cantautore e drammaturgo Orlando Manfredi, per l'XI edizione del festival Torino Spiritualità. Lo spettacolo viene riproposto l'anno successivo per iniziativa autonoma del Planetario di Torino.
Dal gennaio 2016 al maggio 2017 curano la produzione artistica e composizione della colonna sonora del film Nico, 1988 di Susanna Nicchiarelli che vede tutti i brani di Nico riadattati per il film dalla band insieme a Trine Dyrholm, cantante e attrice che interpreta la parte della protagonista.. Il film apre la sezione Orizzonti della 74ª Mostra internazionale d'arte cinematografica di Venezia e si aggiudica il premio come Miglior Film.
La giuria dell'Accademia del Cinema Italiano assegna 8 candidature al film Nico, 1988 per il David di Donatello (premio) 2018, tra le quali Miglior musicista - Gatto Ciliegia Contro Il Grande Freddo.
La colonna sonora Nico, 1988 Original Motion Picture Soundtrack, viene stampata in vinile dall'etichetta discografica 42 Records ed è la prima uscita della collana 35mm dedicata alla musica per il cinema.
Candidati finalisti al Nastri d'argento 2018 nella sezione Musica per Nico, 1988.
Sono autori della colonna sonora del film Spaccapietre (2020) di Gianluca e Massimiliano De Serio. Sono anche autori insieme alla punk rock band americana Downtown Boys della colonna sonora del film Miss Marx di Susanna Nicchiarelli (2020).
Alla 77ª Mostra del Cinema di Venezia, la giuria del Soundtrack Stars Award 2020 ha assegnato il premio a “Miss Marx” di Susanna Nicchiarelli, per le musiche di Gatto Ciliegia contro il Grande Freddo, insieme ai Downtown Boys..
Il film "Miss Marx" ottiene 11 candidature ai premi David di Donatello, tra le quali Miglior Compositore - Gatto Ciliegia contro il Grande Freddo

## Collaborazioni
Negli anni Gatto Ciliegia ha partecipato a numerose compilation con brani inediti, tra cui un paio di Fabrizio De André.
Per le forti capacità suggestive delle composizioni musicali del gruppo le collaborazioni con registi di cortometraggi, film, documentari nonché l'utilizzo delle loro musiche per programmi televisivi (Amore criminale; Terra; Sfide) rappresentano un'attività parallela alla discografia essenziale del gruppo e ai concerti.

## Concerti
I concerti sono spesso delle interessanti e ricercate "sonorizzazioni" dal vivo in quanto accompagnati da video-proiezioni con materiale ricercato e montato dal gruppo.
Tra le principali e importanti apparizioni live, spiccano le partecipazioni alle ultime edizioni del festival Tora! Tora!, la partecipazione allo spettacolo Volumi all'idrogeno organizzato dai Subsonica con la Fondazione per il Libro, la Musica e la Cultura del Comune di Torino, il 23 aprile 2006, ancora il Traffic Festival di Torino nel 2008. Degne di nota anche le prime apparizioni come supporto al gruppo post-rock inglese Laika (date nel 2000 di Milano e Torino), l'apertura al gruppo Blonde Redhead (a Chieri), il doppio concerto al Circolo degli Artisti di Roma del maggio 2008 con Xiu Xiu.

## Produzione musicale
Tra le attività parallele c'è anche la fondazione di una piccola etichetta indipendente, Mexicat Records, con la quale pubblicano nel 2002 un disco dei milanesi Cods, e nel 2006 (solo on line) Solitario Bit, progetto solista del chitarrista Fabio Perugia, nel 2010 l'album d'esordio Intimo Rock del cantautore torinese Orlando Manfredi e della sua band Duemanosinistra.

## Formazione
- Fabio Perugia - chitarre, programmazioni (dal 1999 al 2013)
- Max Viale - chitarre, synth, voci, editing e gestione video
- Gianluca Della Torca - basso
- Christian Alati (dal 2006) - Lapsteel, synth, campionatore
- Lucio Sagone (dal 2006) - batteria
- Tatè Nsongan (dal 2002 al 2005) - percussioni

## Discografia
- 2000 - #1 (disco giallo) (beware!)
- 2001 - #2 (disco blu) (beware!)
- 2002 - It Is (disco bianco) [EP] (Santeria)
- 2004 - L'irréparable (disco rosso) (Santeria)
- 2008 - Disconoir (disco nero) (42 Records)
- 2009 - Cosmonauta, la colonna sonora (Gatto Ciliegia e A.A.V.V. - Radiofandango; Fandango Musica[25])
- 2012 - La scoperta dell'alba (motion soundtrack - Radiofandango; Fandango musica)
- 2018 - Nico, 1988 (Gatto Ciliegia, Trine Dyrholm - Original Motion Picture Soundtrack; 42Records/35mm)
- 2020 - Superotto (42Records/35mm)

con Roberta Magnetti (Robertina):
- 2006 - Cuore (Casasonica / EMI[26])

## Premi e riconoscimenti
- David di Donatello 2018 - candidatura miglior musicista per Nico, 1988[27]
- Nastro d'argento 2018 - candidatura miglior colonna sonora per Nico, 1988[28]
- Soundtrack Stars awards - Mostra del Cinema di Venezia 2020 - premio miglior colonna sonora (film in concorso offuciale Venezia 77) per Miss Marx[29]
- David di Donatello 2021 - premio Miglior musicista per Miss Marx[30]
- Nastro d'argento 2021 - Nastro dell'anno miglior film,  miglior colonna sonora per Miss Marx[31]